# Strafmilderung
Eine Strafmilderung bezeichnet im deutschen Strafzumessungsrecht die Reduzierung der für einen bestimmten Straftatbestand eigentlich vorgesehenen Strafe. Gesetzlich geregelt ist die Strafmilderung überwiegend in § 49 StGB.
Das Gesetz kennt zwei Formen der Strafmilderung: die Strafrahmenverschiebung nach § 49 Abs. 1 StGB oder die Strafmilderung nach § 49 Abs. 2 StGB.

## Strafrahmenverschiebung
Der häufigste Fall der Strafmilderung ist die Strafrahmenverschiebung. Hierbei tritt an die Stelle einer im Gesetz vorgeschriebenen lebenslangen Freiheitsstrafe eine Freiheitsstrafe von nicht unter drei Jahren (§ 49 Abs. 1 Nr. 1 StGB).
Bei zeitiger Freiheitsstrafe oder Geldstrafe darf im Falle einer Strafrahmenverschiebung höchstens auf drei Viertel der Höchststrafe erkannt werden (§ 49 Abs. 1 Nr. 2 StGB).
Weiter verringert sich eine im Tatbestand angedrohte Mindeststrafe nach den Vorgaben von § 49 Abs. 1 Nr. 3 StGB.

### Milderungsgründe bei einer Strafrahmenverschiebung
Gründe für eine Strafmilderung sind entweder vertypte Milderungsgründe oder minder schwere Fälle.

### Vertypte Milderungsgründe
Sogenannte vertypte Milderungsgründe sind besondere Umstände, die das Gesetz allgemein als mögliche oder zwingende Gründe für eine Strafrahmenverschiebung bezeichnet, etwa der Umstand, dass die Tat nur versucht wurde, dass lediglich Beihilfe vorliegt oder dass die Schuldfähigkeit des Täters erheblich vermindert war (Dekulpation).

### Minder schwere Fälle
Daneben sehen etliche Tatbestände eine Vorschrift für einen minder schweren Fall vor. In diesen Fällen wird die Strafe allerdings nicht nach § 49 Abs. 1 StGB geregelt, sondern der an die Stelle des Regelstrafrahmens tretende Strafrahmen ist im Gesetz bezeichnet. Ein Beispiel ist etwa § 213 StGB für den minder schweren Fall des Totschlags.
Ein minder schwerer Fall ist dann gegeben, wenn das Unrecht der Tat deutlich hinter dem durch den Tatbestand regelmäßig verübten Unrecht zurückbleibt.

## Strafmilderung nach § 49 Abs. 2 StGB
Sieht das Gesetz einen Verweis auf § 49 Abs. 2 StGB vor, kann das Gericht die Strafe nach seinem Ermessen bis zur Mindeststrafe mildern, statt auf Freiheitsstrafe auf Geldstrafe erkennen oder ggf. von Strafe absehen. Ein Beispiel ist etwa der untaugliche Versuch nach § 23 Abs. 3 StGB.